# Drone metal
Drone metal také známý jako drone doom metal nebo power ambient, je nejvíce minimalistická a pomalá variace doom metalu. Je zejména inspirovaný noise a ambientní hudbou. Jeho charakteristickými znaky jsou nízké, zkreslené kytary, těžké baskytarové linky a repetitivní (opakující se) tóny. Zpěv často chybí. Melodie je vzácná, stopy jsou většinou dlouhé, obvykle trvají od 10 do 30 minut. Některá alba dokonce obsahují pouze jednu skladbu. Stejně jako funeral doom metal je i drone metal založený na temných a pochmurných náladách.

## Historie
Za průkopníka žánru je považována americká kapela Earth a jejich albová prvotina z roku 1993 Earth 2: Special Low Frequency Version. Styl pomáhaly definovat i alba Lysol a třískladbové Joe Preston (obě z roku 1992) jiné americké skupiny Melvins. Melvins již v roce 1991 experimentovali s pomalejšími a delšími strukturami písní, konkrétně u skladby Boris na albu Bullhead ve srovnání s jejich dřívější tvorbou, která naopak stála u zrodu sludge metalu. Na Joe Preston a Lysol se kapela prezentovala pomalým repetitivním hraním, o kterém se někdy mluví jako o začátku žánru drone doom metalu. Jak vlivnou kapelou Melvins byli dokládá mj. i to, že se podle jejich skladby pojmenovala japonská hudební formace Boris.
Mezi další kapely hrající drone metal se řadí např. Khlyst (USA), Khanate (USA), Sunn O))) (USA), Boris (Japonsko), Corrupted (Japonsko), 5ive (USA), Monarch (Francie), Nadja (Kanada), Wormphlegm (Finsko), Menace Ruine (Kanada), Pelican (USA), Burning Witch (USA), Sunn ■]]] (Spojené království), (((...))) (Indonésie), Eagle Twin (USA), Like Drone Razors Through Flesh Sphere (Španělsko), Thou (USA), Uncertainty Principle (Spojené království), Moonn (Polsko), Yhdarl (Belgie).